# (33866) 2000 JN17
2000 JN17 (asteroide 33866) é um asteroide da cintura principal. Possui uma excentricidade de 0.19152520 e uma inclinação de 4.18438º.
Este asteroide foi descoberto no dia 5 de maio de 2000 por LINEAR em Socorro.